# 무성 구개수 내파음
무성 구개수 내파음(無聲口蓋垂內破音)은 자음의 하나로 목젖에서 조음하는 무성 내파음이다.
이 소리를 나타내는 국제 음성 기호는 ⟨ʛ̥ ⟩ 또는 ⟨qʼ↓⟩이다. 전용 IPA 문자인 ⟨ʠ⟩는 1993년에 철회되었다.

## 같이 보기
- 유성 구개수 내파음